# 53. pluk průzkumu a elektronického boje
53. pluk průzkumu a elektronického boje Generála Heliodora Píky je součástí Pozemních sil Armády České republiky. Pluk je vyzbrojen především technikou pro sledování, zachycování a analýzu radiových signálů. Hlavním úkolem je bojový průzkum a zpravodajství. Velitelem je plk. gšt. Petr Molinský.

## Historie pluku
Historie vojenských jednotek v opavských Jaselských kasárnách na Krnovské ulici se začíná psát roku 1845, kdy zde byla zřízena vojenská nemocnice. Po druhé světové válce byla kasárna rozšířena a sídlilo zde velitelství 9. dělostřelecké brigády, 7. pěší divize a 87. motostřelecký pluk.
Ke specializaci na elektrotechnický boj došlo roku 1993, kdy zde byl vytvořen 2. radiotelegrafický uzel Opava. Po následujících dvacet let však docházelo ke snižování stavů lidí i techniky z důvodu armádní reorganizace. V roce 2005 vzniklo v Opavě 53. centrum pasivních systémů a elektronického boje, v roce 2007 bylo přejmenováno na 53. brigádu pasivních systémů a elektronického boje a od roku 2011 známe jednotku jako 53. brigádu průzkumu a elektronického boje.
Dnešní 53. pluk průzkumu a elektronického boje vznikl 1. prosince 2013. V roce 2014 vystupoval pluk v rámci Dnů NATO v Ostravě.

## Organizační struktura

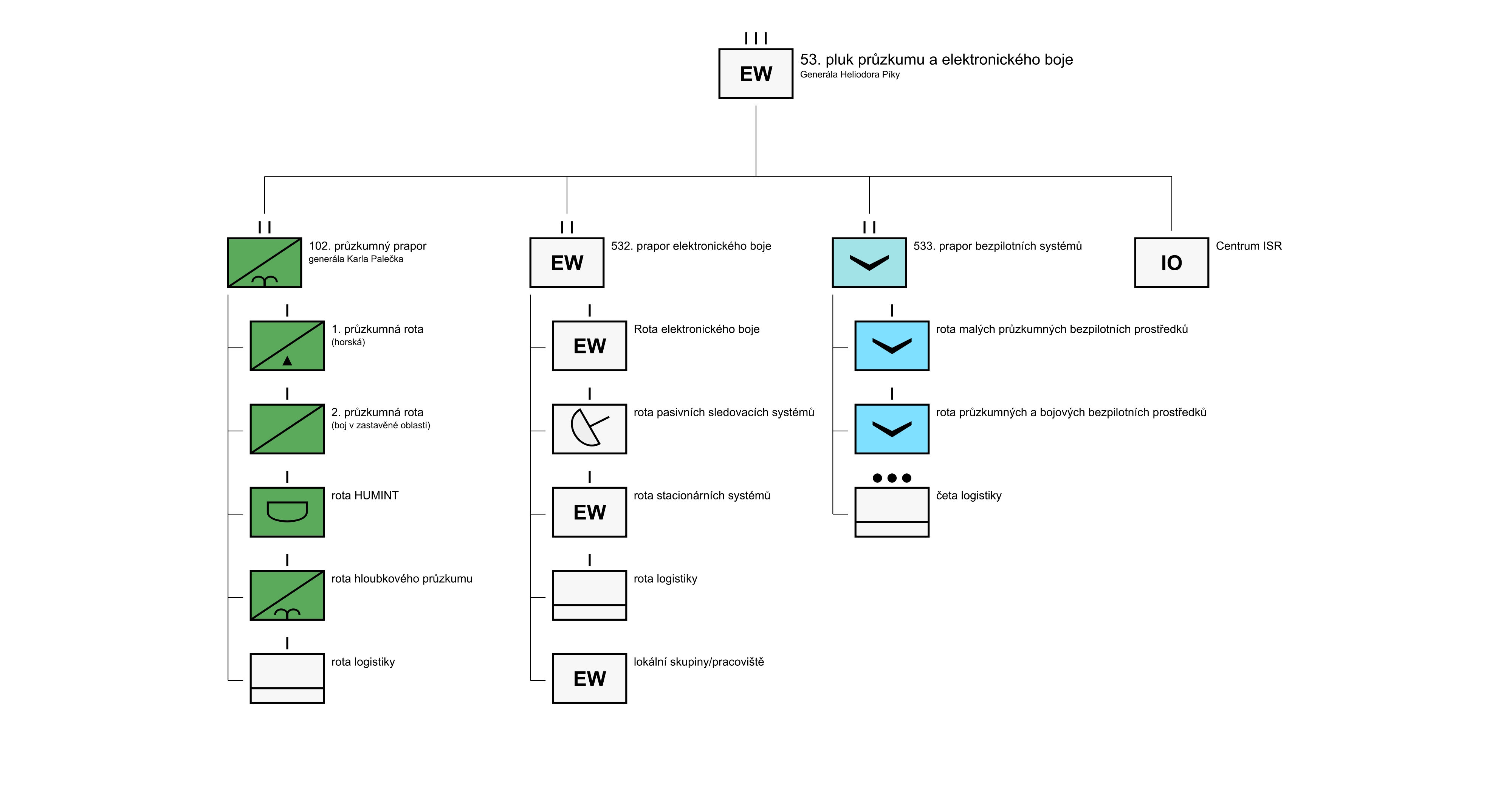
Organizace pluku 2024

### 533. prapor bezpilotních systémů
533. prapor bezpilotních systémů (Prostějov) má jako svůj hlavní úkol připravovat a vyčleňovat síly a prostředky vzdušného průzkumu na bázi bezpilotních systémů ke shromažďování informací o zájmových prostorech, objektech, cílech a k zabezpečení situačního přehledu při vedení všech typů vojenských operací. 
Dne 6. října 2020 propůjčil prezident České republiky Ing. Miloš Zeman prostějovské jednotce bojový prapor.
Prapor vznikl 1. 1. 2020 na základech roty bezpilotních systémů 102. průzkumného praporu.

#### Výzbroj
Výzbroj se skládá z bezpilotních systémů Raven RQ-11B a ScanEagle.
V budoucnu je snaha Armády České republiky rozšířit schopnosti o další bezpilotní letadla, včetně větších, víceúčelových, tak aby mohly nést různé typy senzorového vybavení včetně zbraňových systémů. 

#### Další využití
Při splnění legislativních podmínek je možné využít bezpilotní letadla i k zabezpečení vzdušného průzkumu ve prospěch Integrovaného záchranného systému (monitorování požárů, dopravních nehod, pátrání po pohřešovaných osobách aj.). 

#### Čestný název a motto
Prapor nese čestný název "generálmajora letectva Josefa Dudy". Motto jednotky zní "DEXTERO TEMPORE" tedy "V PRAVÝ ČAS".

### 532. prapor elektronického boje

Znak 532. praporu elektronického boje

532. prapor elektronického boje (Opava) má jako svůj hlavní úkol vybudovat a udržet elektronickou nadvládu nad bojištěm a poskytnout tak výhody ostatním spřáteleným jednotkám.
Dne 28. října 2012 propůjčil prezident České republiky Václav Klaus opavské jednotce bojový prapor.

#### Výzbroj
Výzbroj se skládá z různých typů mobilních kompletů elektronického boje či z rušičky signálu nebo rádiového průzkumu:
- Mobilní komplet elektronického boje, který slouží jako ochrana před dálkově odpalovanými náložemi tím, že ruší signál potřebný k aktivaci rozbušky. Komplet je napojen na vozidlo, které zajišťuje sběr a analýzu dat a následně rušení patřičných signálů.
- Mobilní komplet elektronického boje STARKOM[7]
- Komplet rádiového průzkumu RUP-FM-M, který slouží pro průzkum v oblasti radiových krátkých, velmi krátkých a ultra krátkých vln. Zařízení se skládá ze tří částí – dvou provozních a jedné řídící.
- Dále má pluk k dispozici provozovny dálkového rušení radiových signálů v pásmech krátkých, velmi krátkých a ultra krátkých vln. Tato zařízení mohou sloužit jak k rušení signálů tak k vysílání klamných informací nepříteli.
- Mobilní komplet elektronického průzkumu Věra-S/M, DPET,[8] stacionárním komplet elektronického průzkumu Věra-S/M, Věra N/G, Věra-A3D.

### 102. průzkumný prapor

Znak 102. průzkumného praporu

102. průzkumný prapor (Prostějov) generála Karla Palečka byl přičleněn k 53. pluku průzkumu a elektronického boje 1. prosince 2013. Úkolem praporu je provádění hloubkového, bojového a bezpilotního vzdušného průzkumu a zpravodajství z lidských zdrojů, poskytování informací o okamžitém stavu na bojišti a vyhledávání a ničení diverzních jednotek protivníka.
Bojový prapor byl jednotce propůjčen 8. května 2005 na návrh ministra obrany Karla Kühnla.

#### Výzbroj
Součástí výzbroje 53. pluku jsou:
- útočné pušky CZ 805 A2, pistole CZ75 SP-01 Phantom
- bezpilotní průzkumný prostředek RQ-11B Raven
- bezpilotní průzkumný prostředek Boeing Insitu ScanEagle[12]
- terénní automobily UAZ469B a Land Rover Defender 90/110
- bojová kolová vozidla LOV 50 B,[13] Land Rover Defender 130 military armoured 4 Kajman
- transportní vozidla (těžké a střední nákladní automobily Tatra a autobusy Karosa)